# リトルビッグプラネット
『リトルビッグプラネット』（LittleBigPlanet）は、ソニー・コンピュータエンタテインメント（SCE）より2008年10月30日に発売されたPlayStation 3用アクションゲーム、およびそのシリーズ作品。基本は横スクロールの2Dアクション。開発はイギリスのメディアモレキュール社。

## 概要
地球に住む人々の夢が集まってできた「もうひとつの地球」リトルビッグプラネットが舞台。
基本的には横スクロールタイプのアクションゲームであるが、ユーザーがステージ・キャラクターを直感的な操作で自由にデザインできるのが最大の特徴である。木や岩などの物体を置いたりくり抜いたりして作成したステージをオンライン上の惑星にアップロードすることで共有し、オンライン、オフライン両方で最大4人での協力プレイ（力を合わせて障害物を乗り越えて進むなど）が可能である。また、クリエイトに関しては多数のスイッチを組み合わせることで、8bit加算器なども製作することができる（計算機や論理回路に関する知識と時間を要する）。もちろんクリエイトに興味がなくても、共有されているステージを楽しむことができる。
また、クレイアニメのような温かみのあるキャラクターやグラフィックスも特徴である。プレーヤーキャラクターのリビッツ（布製の人形。英語版ではSackboy）は、ユーザーが衣服や装飾品などを組み合わせて自由にデザインできる。
日本では、日本仕様第3世代「PLAYSTATION 3」（CECHL00シリーズ・HDD 80GB）が同日に発売される。それに伴い、本作+PS3本体+DUALSHOCK 3コントローラ2個セットの「PLAYSTATION 3 リトルビッグプラネット ドリームボックス」と本作+DUALSHOCK 3コントローラ1個のセットも同時発売された。
2009年時点のオンラインユーザーは全世界でおよそ200万人、クリエイトされたステージは70万以上にのぼる。2009年7月にはクリエイトステージ数が100万面を突破し、これまでに2億4,400万回プレイされたことがPlayStation Blogで発表された。

## シリーズ作品
価格はパッケージ版のもの。いずれもPlayStation Network対応、CEROレーティングはAに指定されている。なお、『リトルビッグプラネット ポータブル』はPS3版の移植版ではなくPlayStation Portable用に作り直した新作であり、ストーリーモードの内容が異なりマルチプレイができないという違いがある。
| 作品名                                         | 発売日                                                 | ハード                                          | 備考   |
| ---------------------------------------------- | ------------------------------------------------------ | ----------------------------------------------- | ------ |
| リトルビッグプラネット                         | 2008年10月30日                                         | PlayStation 3                                   |        |
| リトルビッグプラネット PlayStation 3 the Best  | 2009年9月3日                                           | PlayStation 3                                   | 廉価版 |
| リトルビッグプラネット ポータブル              | 2009年12月3日                                          | PlayStation Portable                            |        |
| リトルビッグプラネット2                        | 2011年2月10日                                          | PlayStation 3                                   |        |
| リトルビッグプラネット PlayStation Vita        | 2012年9月20日                                          | PlayStation Vita                                |        |
| リトルビッグプラネット2 PlayStation 3 the Best | 2012年11月22日                                         | PlayStation 3                                   | 廉価版 |
| リトルビッグプラネット カーティング            | 2013年1月17日                                          | PlayStation 3                                   |        |
| リトルビッグプラネット3                        | 2014年12月4日                                          | PlayStation 4／PlayStation 3                    |        |
| リトルビッグプラネット3 PlayStation Hits       | 2018年7月26日                                          | PlayStation 4                                   | 廉価版 |
| リビッツ! ビッグ・アドベンチャー               | 2020年11月12日（家庭用ゲーム機）／2022年10月27日（PC） | PlayStation 5／PlayStation 4／Microsoft Windows |        |

## 受賞歴
AIASのGame of the YearやBAFTAのArtistic Achievementなどを受賞。
2010年6月に「世界一ユーザーが作ったステージが多いゲーム（認定時点で246万3,073ステージ）」としてギネスワールドレコーズより認定された。後にこの記録は『スーパーマリオメーカー』等によって塗り替えられている。

## ゲーム内容

### ストーリーモード
このゲームのメインモード。プレイヤーはリビッツとなり、世界各地のクリエイターが用意したステージをクリアしていく。各ステージは物語のように繋がっている。ステージ内には、クリエイトに使える材料も落ちているため、より良いステージ作りには完全制覇する必要がある。

### 登場ステージ
全てクリアすると、世界一周することとなる。

#### ガーデン（ヨーロッパ・キング）
木々がうっそうと茂る森をイメージしたステージ。ここで主なプレーの仕方を学ぶ。「スケボー天国」では、お化け屋敷と化した城に潜入する。潜水艦でサバンナへ向かう。
メイン：「冒険の始まり、わしづかみ！？、スケボー天国」
ミニゲーム：「スキップゲーム、お城探検、スケートボード　フリーフォール」

#### サバンナ（アフリカ大陸・ゾラ）
動物達が多数暮らすサバンナを舞台にしたステージ。バッファローやミーアキャットなど、動物を使ったギミックが登場する。プレイヤーは石像を壊してしまい、サバンナの主・ゾラに「バッファローが暴れる原因を突き止めると、無罪にする」と言われ、その原因を調べる。初めて敵が登場するステージ。
メイン：「サファリ横断、ワニワニ大騒動、ミーアキャットキングダム」
ミニゲーム：「あつあつシーソー(初級/中級/上級)、トンネルドロップ、キャットキャット・バウンス」

#### ウェディング（南米・フリーダ）
地下墓地など暗い中を進むステージ。死者の日をイメージしているため、全体的にホラー気味。結婚式当日に新郎が逃げたフリーダのために逃げた新郎を追う。ボスはフリーダ(スカルドーザー)。初めてボスキャラクターが登場するステージである。二人の新婚旅行とともにキャニオンへ向かう。
メイン：「ウェディング イブ、ダークネス、スカルドーザー」
ミニゲーム：「ブルブルポール、パニックドロップ、バブルラビリンス」

#### キャニオン（メキシコ・ハラペーニョおじさん）
鉱山や古代遺跡をモチーフにしたステージ。プレイヤーは、悪徳保安官ハバネロに捕えられたハラペーニョおじさんを救出し、ハバネロの行方を追う。ここで初めて爆弾の扱い方を学ぶ。ボスはハバネロ。ハラペーニョの車で国境を越え、メトロポリスへ向かう。
メイン：「ボムボムタウン、ザ・マイン、大蛇の社」
ミニゲーム：「コンガボンガ、レスラー・ドラッグレース、パズル王国、ローラーレース(初級/中級/上級)」

#### メトロポリス（アメリカ・メカニックのマグ）
工事現場や地下鉄内を進むステージ。ザ・マンとのレースやバトルが待ち構えている。都会というだけあって、乗り物を使うことが多い。ボスはザ・マン。ザ・マンのプライベートジェットでアイランドへ向かう。
メイン：「ローライダー、サブウェイ、建設現場」
ミニゲーム：「ドラッグレース、エレベーション、ごちゃ混ぜ君」

#### アイランド（日本・おむすび師範）
忍者になるための練習を受け、城への潜入、そして鬼との決戦を迎える。忍者をイメージしたステージゆえにシビアなアクションが要求される。中ボスは力士で、ボスは鬼。熱気球でテンプルへ向かう。
メイン：「忍々道場、師範の失われた城、鬼の棲む山」
ミニゲーム：「だるまさん転んだ、災難の車輪、ローラーキャッスル」

#### テンプル（インド・大魔術師）
動くダンサーの上を渡ったり、寺院にて突如出現する足場を頼りに大魔術師に会いに行く。リビッツはここで大魔術師により怪盗サックプーチンのことを聞かされる。ボスはいない。大魔術師のワープでスノーランドへ向かう。
メイン：「ダンシングパレス、エレファンテンプル、大魔術師の宮殿」
ミニゲーム：「トラベリングテンプル、高飛びゲーム、ファイアピッド」

#### スノーランド（ロシア・怪盗サックプーチン）
最終エリア。各ステージから色々なアイテムを盗んでいった怪盗サックプーチンとの最終決戦。もちろん難易度は最大級。ラストは、サックプーチンが操るロボットとの2連戦が控える。
メイン：「フローズンツンドラ、ファクトリー、怪盗サックプーチンのアジト、怪盗サックプーチン」
ミニゲーム：「ラインライダー、ローターポーター、ジェットパック・エスケープ」

### DLC

#### メタルギアソリッド（METAL GEAR SOLID・Media molecule）
プレイヤーはオセロットのスパム行為を阻止するためHQに潜入する。

#### パイレーツ・オブ・カリビアン（パイレーツ・オブ・カリビアン・Media molecule）
成り行きで海賊リビッツと出会い、クラーケンを倒すために船を捜す。

#### Marvelステージキット（マーベル・コミックス・Media molecule
プレイヤーはヒーローになり、マーベルに出てくるヒーローたちと共に、地球の危機を救う。現在は配信終了。

#### Mr.インクレディブルキット（Mr.インクレディブル）・Media molecule
アイテムバブルが大量に配置されているギャラリーステージだが、ストーリーはある。

#### モンスターキット（Media molecule）
アイテムバブルが大量に配置されているギャラリーステージで、ストーリーやアクションはない。

#### ヒストリーキット（Media molecule）
モンスターキットと同じくアイテムバブルが大量に配置されているギャラリーステージ。

## キャラクター

### メイン
リビッツ
身長7cmでプレイヤーの分身。人々の夢で作られたステージを探検する。なお、夢の中の世界のため、潰されたり燃え尽きたり感電や溺死で破裂したり毒ガスで気化してもすぐに復活する。そのため、リビッツがやられるのを「死ぬ」と表現するのは実際と異なる。
ナレーター
声 - 佐藤賢治
プレイヤーをガイドするナレーター。操作方法やステージクリエイトの方法をわかりやすく丁寧に、時折毒も入れながら教えてくれる。

### クリエイター
キング
ガーデンのクリエイター。クリエイターの第一人者らしく、操作方法を教えてくれる。最終ステージでリビッツはキングの潜水艦でサバンナまで行く。
キング・ゾラ
サバンナのクリエイター。最初の石像は彼が作った。大魔術師と同じく、1ステージしか登場しない。
フリーダ
ウェディングのクリエイター。花嫁の姿。ドンを探してほしいと頼まれる。最終ステージでスカルドーザーに乗り暴れる。二人の新婚旅行とともにキャニオンに向かう。
ハラペーニョ
キャニオンのクリエイター。骸骨の顔でポンチョをしている。名前の由来はハラペーニョから。ボムボムタウンでハバネロ保安官に捕まる。
メカニックのマグ
メトロポリスのクリエイター。つなぎで顔に眼鏡を掛けている。ザ・マンに自分の愛車を盗まれた。ハラペーニョとは知り合い。
おむすび師範
アイランドのクリエイター。着物姿で雲に乗っている。鬼退治をしてほしいと頼まれる。力士軍団に城を取られた。
大魔術師
テンプルのクリエイター。上半身裸で頭にターバンをしている。キング・ゾラと同じく、1ステージしか登場しない。プレイヤーをテンプルからスノーランドまで瞬間移動させる。
怪盗サックプーチン
スノーランドのクリエイター。詳しくは「悪役」を参照。

### その他
ダンピー
ガーデンにて登場する卵のキャラクター。名前の由来はハンプティ・ダンプティから。キング、クイーンと同じくアドバイスをする。割ることも可能であり、中にはバブルが入っている。
クイーン
ガーデン、チュートリアルにて登場。キング、ダンピーと同じくアドバイスをする。チュートリアルではクリア条件を教えてくれる。
木馬
ガーデンにて登場。車輪がついており、引っ張ると動く。大半が手動であるが、「わしづかみ？！」の最後では電動の木馬も登場する。
ボンゴロ・モンキー
サバンナにて登場。サバンナの実質的な進行役。
ベイ・ザ・バトラー
ウェディングにて登場。フリーダの執事。
ドン・ルー
ウェディングにて登場。フリーダの花婿。キャニオンでサックプーチンにさらわれる。
ドンの飼い犬
ウェディングにて登場。「ダークネス」の前半は飼い犬と行動する。途中でサックプーチンにさらわれる。
チョリ蔵
キャニオンにて登場。名前の由来はチョリソーから。「ボムボムタウン」の進行役。
ネコ
アイランド、テンプルにて登場。アイランドでは鬼退治をしてくれる。テンプルでは店に並んでいる。亜種にボムボムキャットがおり、しっぽを押すと爆弾を投げる。
店長
テンプルにて登場。テンプルの実質的な進行役。
女神
テンプルにて登場。大魔術師の居る所を教えてくれる。
ルーズベルト
スノーランドにて登場。名前の由来はテディベアの由来であるセオドア・ルーズベルトから。熊のぬいぐるみ。家族をサックプーチンにさらわれる。
サイエンティスト
スノーランドにて登場。テレビに閉じ込められている。
ボブ
サバイバルゲーム系のミニゲームに登場。ミニゲームの進行役。ホッピングに乗っている。
ジム
タイムアタック系のミニゲームに登場。ミニゲームの進行役。車に乗っている。
オタコン
メタルギアソリッドステージの進行役。
海賊リビッツ
パイレーツ・オブ・カリビアンステージの進行役。

### 悪役
スカルドーザー
ウェディングにて登場。最初のボスキャラ。リビッツが触れるとミス。
ハバネロ保安官
キャニオンにて登場。名前の由来はハバネロから。ボムを使った攻撃をしてくる。
ザ・マン
メトロポリスにて登場。メカニックのマグの車を盗む。工事現場で暴れる。
力士軍団
アイランドの「師範の失われた城」にて登場する。名前は力士軍団だが、忍者が多い。ボスは女将力士。
鬼軍団
アイランドの「鬼の棲む山」にて登場する。ボスは鬼。
怪盗サックプーチン
スノーランドステージのクリエイターにして、本作のラスボス。名前の由来は、グリゴリー・ラスプーチンから？悪事に走った理由は友達がいなくてシェアができないだけだった。
リキッド・オセロット
メタルギアソリッドステージの悪役。トロフィーステージ24時間製造マシンでスパム行為をしていた。
メタルギアREX
メタルギアソリッドステージのボス。第四形態まである。
ディヴィ・ジョーンズ
パイレーツ・オブ・カリビアンステージの悪役。本作では名前だけで登場しない。
クラーケン
パイレーツ・オブ・カリビアンステージの悪役。本作では足だけ登場する。

### ステージクリエイト
このゲームのもうひとつのメイン。ゲーム中に獲得した素材やステッカーを使い世界に一つしかない自分だけのステージを作ることができる。作り方はチュートリアルで学ぶことができ、ギミックやスイッチ、AI（敵キャラ）も簡単に作ることができる。作ることが苦手でもステージやコミュニティステージで手に入れたアイテムをアレンジして使うことも可能。できたステージは、アップロードすれば世界中の人が遊んでくれる。2010年4月現在、アップロードされたステージは30万を超える。
ステージクリエイトの幅は多岐に渡り、オーソドックスなアクションステージ（中には「SASUKE」や「風雲!たけし城」、「イライラ棒」といったテレビ番組をモチーフとしたステージ、「インディ・ジョーンズ」や「スター・ウォーズ」と言った映画、さらには「スーパーマリオブラザーズ」のような他社ゲームをモチーフとするものも）やレースステージ、（カーレースやバイクレース、水導入後はボートレースやイルカレースも。）さらにはグラディウスやゼビウスといったシューティング、テトリスといったパズルゲーム、ビートマニアチックな音ゲー、さらには計算機やパスワード入力機、二進法の機械などゲームクリエイトの範疇を超えた作品やオリジナルのBGMも誕生している。

## 沿革
- 2007年3月に米国で行われたGame Developers Conferenceで発表され、大きな反響を呼んだ。一部では、PS3のキラーソフトになり得るという評価を受けている。
- 北米では、2007年内にPLAYSTATION Storeでデモ版が配信され、2008年初頭にパッケージソフトとして発売される予定であったが、延期された。
- 2007年7月に東京で開催された「PLAYSTATION PREMIERE 2007」において、日本国内での発売も決定したことを発表。発売日は未定。
- 2007年7月24日、ハイビジョン（720p）画質のプロモーションビデオがPLAYSTATION Storeにて配信された。
- 2007年9月26日、フルハイビジョン（1080p）画質の「07TGS映像」がPLAYSTATION Storeにて配信された。
- 2008年7月10日～8月31日、お台場冒険王ファイナル〜君が来なくちゃ終われない!〜にて「Little Big Planet in めざましストリート」と題し『めざましテレビ』スペシャルステージがプレイできる試遊台を設置[7]。
- 2008年7月15日、E3におけるSCEのプレゼンテーションがLittleBigPlanetのクリエイトステージによって行われた。
- 2008年9月27日～10月12日（日本時間）、日米欧各2万名のクローズドベータテストが行われる（日本は2日遅れで開始）。
- 2008年10月9日～12日、東京ゲームショウ2008に試遊台を出展。
- 2008年10月17日、販売元であるSCEが本ソフトのリコールと複数の国での発売延期を発表した。それらの理由は、ゲームの曲の歌詞にコーランの一節が含まれていたため、イスラム教を侮辱しているとあるPSコミュニティーサイトのメンバーが報告していたためであった。SCEはそのような意図はないとして、謝罪するとともに該当箇所を修正し販売する方針を示し、リコールと延期が複数の国で行われた（ただし、日本では延期されずに発売される）。
- 2008年10月30日、日本にて発売（ソフト単体版/DUALSHOCK 3同梱版/ドリームボックス）。
- 2008年12月25日、初の追加ステージパック「METAL GEAR SOLID ステージパック」がPlayStation Storeにて有料配信
- 2009年2月20日、2009 D.I.C.E. Summit 12th Annual Interactive Achievement AwardsにおいてOverall Game of the Yearを含む8つの賞を獲得。
- 2009年8月20日 ステージクリエイトアイテムとして「水」の表現が追加されることが公式に発表されベーターテスターの募集も開始された。
- 2009年9月3日 Version1.80
- 2009年11月5日 Version1.20
- 2009年11月30日 Version1.21 オンラインクリエイトの実装
- 2009年12月22日 Version1.23
- 2015年12月24日 シリーズ全作品のMarvel関連ダウンロードコンテンツの販売終了[5]。
- 2016年7月31日 日本・アジアにおけるリトルビッグプラネットおよびシリーズ全作品のオンラインサービスを終了[8][9]。なお、Playstation Storeで販売している追加アイテムは購入可能。

## 追加アイテム
PlayStation Storeに載っているものを掲載。期間限定（季節物は後年同時期に再登場している）や入手方法が限られている物もある。

### コスチューム・ステッカー・ミュージック
- ピポサル（日本の初回限定特典だが、特典カード未封入パッケージが存在したため初回版以外の購入者にも期間限定で無料配信。現在は配信終了）
- 宇宙服（無料。配信終了）
- ハロウィンマスク（無料。配信終了）
- 発売記念Tシャツ（有料。配信終了）
- リトルビッグプラネットポータブル 発売記念Tシャツ（配信終了）
- 誕生日ケーキコスチューム（無料）
- ヘシアンフレグランス(エイプリルフール)(無料)
- アニマルパック（有料）（カエルスーツ、ゴリラ、サメマスク、ペンギン）
- トロコスチューム（有料)
- コスチュームコンテスト欧州優勝作品（無料）
- コスチュームコンテスト北米優勝作品(Sack-in-the-Box)（無料）
- LocoRocoコスチューム（有料）
- MotorStormコスチューム ヘルメット（有料）
- サンクスギビングコスチューム（七面鳥コスチューム・配信終了）
- RESISTANCEコスチューム（キメラ・有料）
- コスチュームコンテスト日本優勝者（テーマ歌舞伎・無料）
- サンタクロースコスチューム1（配信終了）
- サンタクロースコスチューム2（配信終了）
- ホリデー・アイテムパック（有料）
- バレンタインパック（配信終了）
- メタルギアシリーズコスチュームパック（有料）（オールド・スネーク、メリル・シルバーバーグ、雷電、スクリーミング・マンティス）
- ゴッド・オブ・ウォー　クレイトスコスチューム（有料）
- God of Warミニパック（有料）
- ピポサルコスチューム　発売特典の一般販売(有料)
- 旧正月コスチューム(中国旧正月がテーマの男の子・女の子版)(配信終了)
- マーモットの日コスチューム（無料 配信終了）
- バレンタインコスチュームパック(有料)
- ワイプアウト・コスチューム(有料)
- 聖パトリックコスチューム(無料 配信終了)
- Killzoneミニパック(有料)
- パタポンコスチューム(有料)
- ストリートファイターコスチュームパック(有料)(リュウ、春麗、ガイル、ザンギエフ)
- ラグドールカンフー・ミニパック(有料)
- コスチュームコンテストアジア優勝者作品(無料)
- 「Heavenly Sword」ミニパックとナリココスチューム 北米の一部ショップでの予約特典(有料)
- 北欧神話ミニパック(有料)
- エジプト神話ミニパック(有料)
- モンスター・コスチュームパック(有料)(狼男、リビキュラ伯爵、リビキュラ伯爵の花嫁、ゾンビ)
- 2000 AD（英語版）コスチュームキット(有料)(Hammerstein、ジャッジ・ドレッド、ローグ・トルーパー、ジョニー・アルファ)
- ICO&ワンダと巨像コスチュームパック(有料)(イコ、ワンダ、ヨルダ、第二の巨像、第三の巨像)
- 夏至コスチューム(無料 配信終了)
- ジョン・バーガーマン（英語版） ステッカーキット(有料)
- 自由のリビッツ コスチューム(無料)
- ゴーストバスターズコスチューム(有料)
- Ghostbusters The Video Gameコスチューム(日本未発売ソフト) (有料)(ゴーストバスターズ、マシュマロマン、No Ghosts)
- ヒストリーコスチュームパック発売。(有料)　(チンギス・ハン、モーツァルト、ラブレス伯爵夫人、ブーディカ)
- Verabee ステッカーキット(有料)
- ウォッチメン コスチュームパック(有料)(ナイトオウル、オジマンディアス、シルク・スペクター、ロールシャッハ)
- Marvelコスチュームパック1(配信終了)[5](有料)(アイアンマン、ザ・シング、デアデビル、ドクター・オクトパス、ミスティーク)
- Marvelコスチュームパック2(配信終了)[5](有料)(ソー、スパイダーマン、エレクトラ、ゴーストライダー、ヒューマン・トーチ)
- Marvelコスチュームパック3(配信終了)[5](有料)(キャプテン・アメリカ、ウルヴァリン、インビジブル・ウーマン（英語版）、ヴェノム、ローグ(マーベル・コミック)（英語版）)
- Marvelコスチュームパック4(配信終了)[5](有料)(ハルク、パニッシャー、グリーン・ゴブリン、マグニートー、ストーム)
- Buzz!(日本未発売)コスチュームパック(有料)
- アニマルパック アゲイン(有料)(かば、ハエ、孔雀、亀)
- ソニック・ワールドアドベンチャー(有料)(ソニック・ザ・ヘッジホッグ、ソニック・ザ・ウェアホッグ、ナックルズ・ザ・エキドゥナ、マイルス "テイルス" パウアー、ドクターエッグマン)
- HEAVY RAIN -心の軋むとき-コスチューム(有料)(イーサン、マディソン、ジェイデン、シェルビー、折り紙[10])
- 白騎士物語コスチューム(有料)(白騎士、黒騎士、竜騎士、レナード)
- ModNationレーサー コスチューム(有料)
- パイレーツ・オブ・カリビアンコスチュームパック(有料)(サック・スパロウ、キャプテン・バルボッサ、デイヴィ・ジョーンズ、エリザベス・スワン、ティア・ダルマ、ウィル・ターナー)
- Mr.インクレディブルコスチュームパック(有料)(スーパースーツ、エドナ・モード、レトロスーパースーツ、シンドローム、フローズン・スーパー・スーツ)
- Mm ミュージックパック(無料)

### ステージ

#### コラボレーション
- METAL GEAR SOLID ステージパック（有料）
- パイレーツ・オブ・カリビアン/呪われた海賊たち ステージパック（有料）
- Marvelステージキット（配信終了）[5]
- Mr.インクレディブルキット(有料)

#### オリジナル
- クリエイター・パック(無料)
- モンスター・キット(有料)
- ヒストリーキット(有料)

## スタッフ
- 開発: メディアモレキュール
- 日本語版ナレーション: 佐藤賢治